# Mark Walker
Mark Walker (født 16. oktober 1961 i Chicago, USA) er en amerikansk trommeslager og percussionist, som bl.a. har spillet med Paquito D´Rivera, Arturo Sandoval, Paul Mccandless, Dave Onderdonk og Tania Maria.
Walker, der både spiller basalt trommesæt og håndpercussion, kom med i verdensmusikgruppen Oregon i 1996, hvor han har været fast medlem siden.

## Diskografi
- Cuban Jamsession - Paquito D´Rivera / Arturo Sandoval
- Loose Contact - Dave Onderdonk / Mark Walker
- Torches on the Lake - Paul Mccandless
- Northwest Passage - Oregon (som sideman)
- Moscow Symphony Orchestra - Oregon
- Live at Yosies - Oregon
- Prime - Oregon
- 1000 Kilometers - Oregon
- In Stride - Oregon
- Family Tree - Oregon
- Lantern - Oregon